# Попытка захвата Як-12 над Ереваном
В воскресенье 10 сентября 1961 года в небе близ Еревана группа из трёх вооружённых мужчин предприняла попытку захватить легкомоторный самолёт Як-12М предприятия «Аэрофлот» и бежать на нём в Турцию. Однако в результате сопротивления пилота самолёт разбился близ города, при этом погиб один из угонщиков, а остальные были схвачены и осуждены.

## Самолёт
Четырёхместный Як-12М с бортовым номером СССР-44348 (заводской 39078) из Армянской отдельной авиационной группы Гражданского воздушного флота имел общую наработку 686 часов налёта и был оснащён двигателем М-11ФР с заводским номером ИС 31660.

## Пассажиры
Пассажирами на борту самолёта были три человека:
- 25-летний Серж Туманян — актёр Ереванского драматического театра и студент заочного отделения Ереванского университета.
- 25-летний Генрик Секоян — выпускник медицинского училища, но работал слесарем-инструментальщиком в НИИ прикладной математики.
- 27-летний Гарегин Мовсесян — занимался перепродажей фарцовых товаров.

Все трое были противниками советского режима и мечтали опубликовать за границей информацию о репрессиях в Советском Союзе. После знакомства с лётчиком Эрником Григоряном Генрик Секоян взял у него несколько уроков пилотирования, после чего троица решила бежать за рубеж, угнав самолёт, пилотировать который будет Секоян. В 6 утра 10 сентября 1961 года компания прибыла в аэропорт Эребуни, где под чужими фамилиями приобрела три билета на местный рейс.

## Угон
В то утро борт 44348 выполнял пассажирский рейс по маршруту Ереван—Ехегнадзор, а пилотировал его 25-летний Эдуард Бахшинян. В салон сели три пассажира: Секоян рядом с пилотом, а Туманян и Мовсесян — позади. В 08:05 Як-12 выполнил взлёт, а через считанные минуты пилот передал: Высота сто [метров], прошу разрешения встать на курс следования., на что диспетчер разрешил следовать по установленному маршруту местных воздушных линий.
Примерно в 08:09, когда самолёт пролетал близ реки Аракс, связь неожиданно прервалась — Секоян ножом перерезал провода радиостанции. Одновременно с этим двое пассажиров сзади набросились на пилота, нанося ему ножевые ранения, после чего оттащили с кресла, при этом самолёт начал совершать в воздухе различные манёвры, то резко набирая высоту, то переходя в пике. Место у штурвала занял Секоян, который, однако, не смог сохранять горизонтальный полёт, потому что не знал про расположенную на приборной доске слева от штурвала ручку управления триммером руля высоты, тогда как эта ручка была вытянута, тем самым переводя самолёт на кабрирование. Тогда Бахшинян крикнул, чтобы его вернули за штурвал, в противном случае они все разобьются, с чем угонщики были вынуждены согласиться.
Снова получив управление, пилот убрал триммер в нейтральное положение, тем самым переведя машину в нормальный полёт, но затем неожиданно резко отклонил штурвал до упора вправо, а потом «от себя», из-за чего угонщики оказались сбиты с ног, так как Як-12, перевернувшись, помчался вниз. Затем при скорости около 200 км/ч штурвал что есть силы был взят «на себя», чтобы поднять нос и выйти из пике, но для полного выхода из манёвра не хватило высоты. Зацепив стойками шасси деревья, в 08:11 самолёт потерял скорость и, врезавшись в поле, скапотировал, перевернулся «на спину» и разрушился. Весь полёт продлился 6 минут.
В результате происшествия все на борту получили различные травмы, наиболее серьёзными они были у Гарегина Мовсесяна, который позже в больнице скончался (по одним данным — через несколько часов, по другим — на следующий день). Остальные угонщики были схвачены подбежавшими крестьянами.

## Последствия
Согласно сообщению ТАСС, пилот получил 9 ранений, но выжил (раны были неглубокими, так как наносились перочинными ножами). Спустя 51 день лечения его жизнь оказалась вне опасности и он вновь решил вернуться в авиацию, теперь уже пилотируя большие самолёты. Через два месяца после происшествия Бахшинян был приглашён в Москву на Пленум ЦК ВЛКСМ, где был награждён орденом Красного Знамени. В 1964 году женился.
Туманян и Секоян были приговорены к смертной казни, однако, по некоторым данным, их не расстреляли, а отправили на урановые рудники, где они вскоре и умерли.